# Roscommon
Roscommon (irl. Ros Comáin) – miasto położone w środkowej Irlandii, w prowincji Connacht, stolica hrabstwa Roscommon. Miasto zamieszkuje 1 701 mieszkańców, a przedmieścia 4 782 (2011).

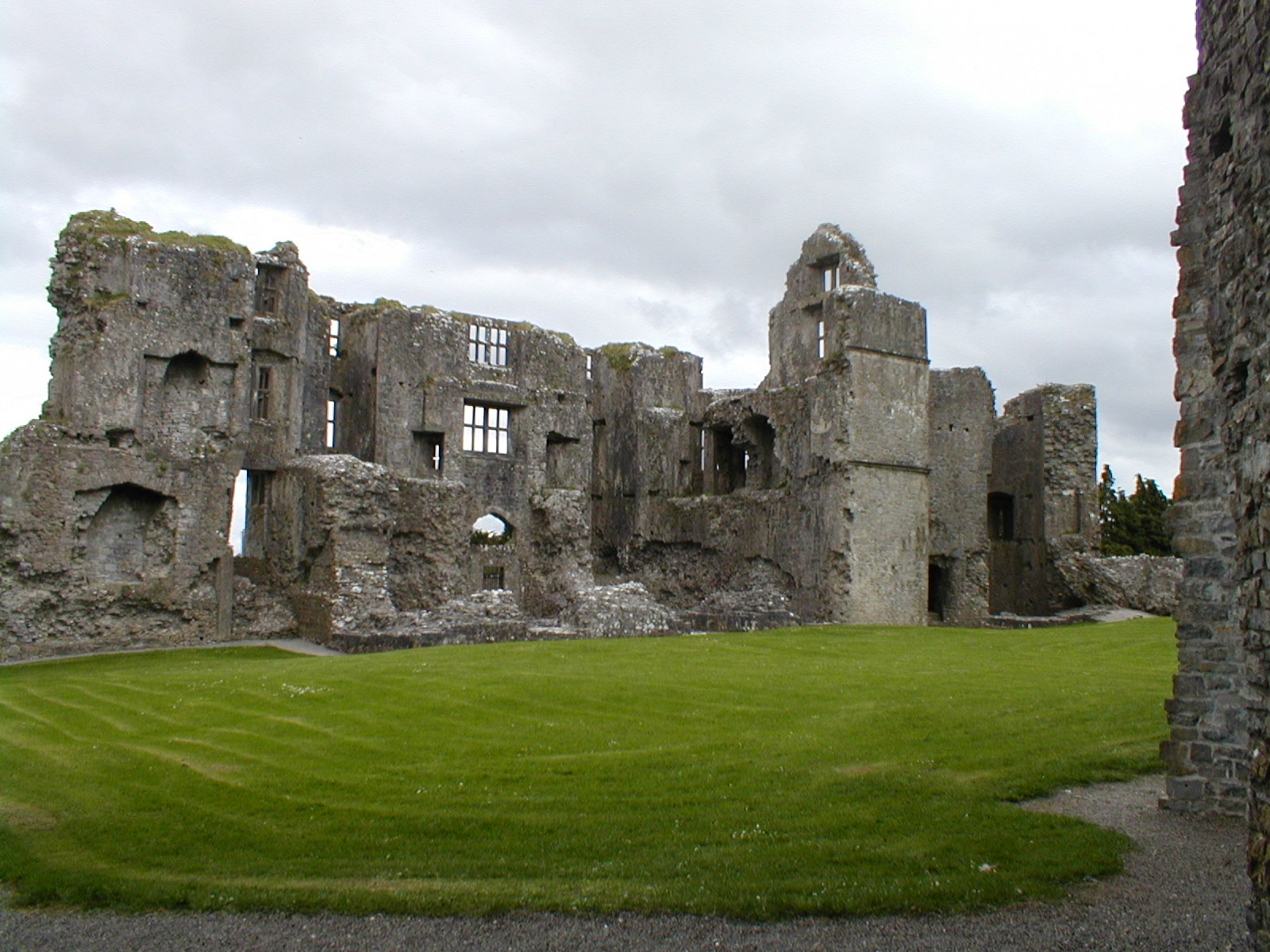
Ruiny zamku w Roscommon